# アレクサンダー・シュルギン

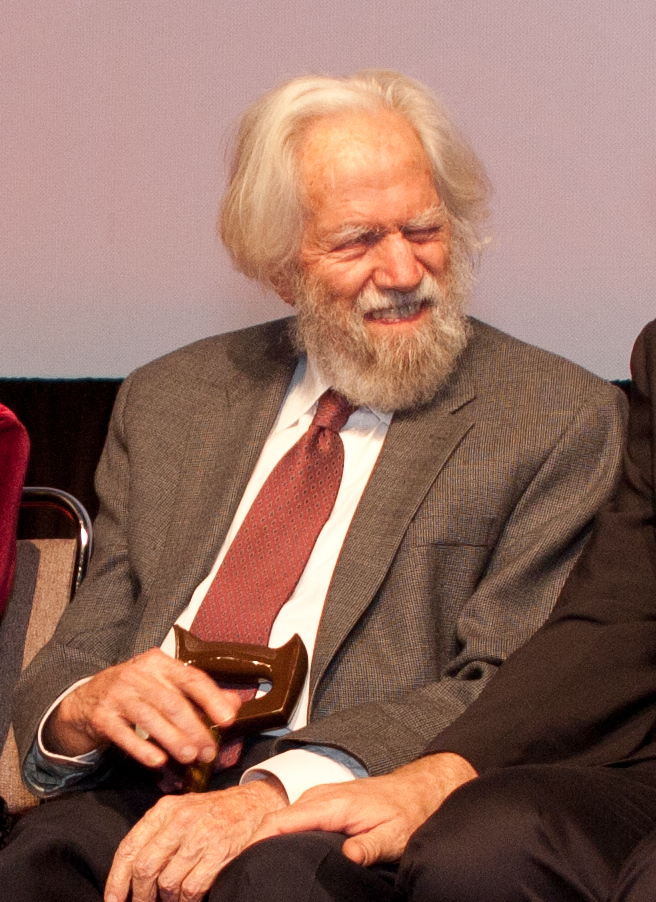
アレクサンダー・シュルギン

アレクサンダー・"サーシャ"・シュルギン（Alexander T "Sasha" Shulgin、1925年6月17日 - 2014年6月2日）は、アメリカの薬理学者・化学者で、数百種類のデザイナードラッグと称される向精神薬を合成し、それらの効能を自分でテストした幻覚剤の研究者である。
特に、ドイツの製薬会社メルク社が1920年代にはじめて合成したが広く製品化されることのなかったMDMAに注目し、60年代に再合成したことで有名である。その他には、長時間作用するDOM（俗称STP）や、聴覚のみに変化をもたらすDIPT、もともとは精神療法に利用されていた2C-Bなどがある。
2014年6月2日にカリフォルニア州ラファイエットで肝癌のため死去。88歳没。

## 来歴
ハーバード大学の奨学生として有機化学を学ぶが中退し、海軍に入隊。その後、カルフォルニア大学バークレー校で生化学を学ぶ。1960年、ダウ・ケミカルで研究者だった頃、幻覚剤のメスカリンを飲み、その衝撃から幻覚剤の研究に身を捧げることとなった。この転換には何の迷いもなかった。同じ頃にカーバメート系の生分解性殺虫剤メキサカルベートを開発し、1961年に発売された。1966年、ダウ・ケミカルを退社。1981年、心理療法家のローラ・アン・ゴットリーブと結婚。
自分の研究室で向精神薬を合成し、妻や友人と共にテストを行った。研究室はラファイエット郡にあり、元は両親の家の地下室である。40年間以上、週に3、4回摂取した。
シュルギンは、薬物を２種類に分類した。MDMAやメスカリンなど、神経伝達物質ドーパミンに作用するフェネチルアミン系と、LSDやDMT、マジックマッシュルームの成分であるシロシビンなど、セロトニンに作用するトリプタミン系である。179種類のフェネチルアミンについて書かれた『ピーカル』(PiHKAL)と、トリプタミン系化合物について書かれた『ティーカル』(TiHKAL)という本を妻と共著で出版している。これらの本では化学物質の概要と合成方法、摂取方法や心理的作用について詳細に説明されている。アメリカ食品医薬品局(FDA)がヴィルヘルム・ライヒの死後、その記録と文書を処分したことを受け、自分にも同じことが起こると思い、研究を残すために出版を決めた。
しかし、『ピーカル』の出版後、研究をするための許可証を剥奪された。法律の規制強化もあり、幻覚剤の研究は中止された。
その後は、土地の賃貸料や印税で細々と暮らした。同時に、新しい抗うつ剤を探していると語っていた。
2010年のドキュメンタリー映画 Dirty Pictures は、シュルギンの取り組みとサイケデリック・カルチャーとの関わりを取り上げている。

## 著書
- Alexander Shulgin with Wendy Perry. The Simple Plant Isoquinolines. Berkeley: Transform Press, 2002. ISBN 0-9630096-2-1
- Alexander Shulgin with Ann Shulgin. "A New Vocabulary". In Robert Forte (ed.), Entheogens and the Future of Religion,  Berkeley: Council on Spiritual Practices, 1997. ISBN 1-889725-01-3
- Alexander Shulgin with Ann Shulgin. Pihkal: A Chemical Love Story. Transform Press, 1991. ISBN 0-9630096-0-5
- Alexander Shulgin with Ann Shulgin. Tihkal: The Continuation. Transform Press, 1997. ISBN 0-9630096-9-9
- Controlled Substances: Chemical & Legal Guide to Federal Drug Laws, Berkeley: Ronin Publishing, 1988. ISBN 0-914171-50-X
- "The Shulgin Index: Psychedelic Phenethylamines and Related Compounds", Berkeley: Transform Press, 2011 ISBN 0-963009-63-X